# René Van den Bulcke
René Van den Bulcke (Bonneweg, 15 november 1913 – Bonneweg, 4 januari 1987) was een Luxemburgs politicus voor de sociaaldemocratische LSAP - Luxemburgse Socialistische Arbeiderspartij.

## Biografie
René Camille Van den Bulcke, broer Camille Adolf Julius (1912) en zuster Ida werden geboren in het gezin van Adolph Julius Karl Van den Bulcke (Sint-Denijs, 9 februari 1891-Luxemburg, 3 september 1956) en Catharina Lakaff (1886-1918). Hij was tevens de neef van Franz Neu. 
Hij was actief in scouting en sport. Zijn loopbaan startte hij als ambtenaar bij de postadministratie. Later werd hij bekend als:
- voorzitter van de Union Luxembourg
- sportcommissaris tussen 1958 en 1968
- voorzitter van de Conseil supérieur de l'éducation physique van 1959 tot 1969
- voorzitter van het Fédération Luxembourgeoise de Football (FLF) tussen 1969 en 1981 en
- ondervoorzitter van de Comité Olympique et Sportif Luxembourgeois (COSL).

## Politieke carrière
In 1949 werd hij lid van de LSAP en in 1957 stelde hij zich voor het eerst kandidaat voor de gemeenteraadsverkiezingen. In 1963 werd hij verkozen tot lid van de gemeenteraad van de stad Luxemburg en daar was hij tot 1969 schepenen in het team van Paul Wilwertz. Hij bleef er nog tot 1977 gemeenteraadslid.
Bij de verkiezingen van 1968, 1974 en 1979 werd hij verkozen in het Luxemburgse parlement. Van 1975 tot 1979 was hij parlementsvoorzitter. 
In 1971 en 1972 was hij voorzitter van het Benelux-parlement.